# Macrophoma fraxini
Macrophoma fraxini är en svampart som beskrevs av Delacr. 1890. Macrophoma fraxini ingår i släktet Macrophoma och familjen Botryosphaeriaceae.   Inga underarter finns listade i Catalogue of Life.